# Monticello (Kentucky)
Monticello es una ciudad ubicada en el condado de Wayne en el estado estadounidense de Kentucky. En el Censo de 2010 tenía una población de 6188 habitantes y una densidad poblacional de 404,13 personas por km².

## Geografía
Monticello se encuentra ubicada en las coordenadas 36°50′24″N 84°51′3″O / 36.84000, -84.85083. Según la Oficina del Censo de los Estados Unidos, Monticello tiene una superficie total de 15.31 km², de la cual 15.2 km² corresponden a tierra firme y (0.73%) 0.11 km² es agua.

## Demografía
Según el censo de 2010, había 6188 personas residiendo en Monticello. La densidad de población era de 404,13 hab./km². De los 6188 habitantes, Monticello estaba compuesto por el 91.44% blancos, el 2.68% eran afroamericanos, el 0.24% eran amerindios, el 0.24% eran asiáticos, el 0.08% eran isleños del Pacífico, el 4.01% eran de otras razas y el 1.31% pertenecían a dos o más razas. Del total de la población el 6.46% eran hispanos o latinos de cualquier raza.